# 居魯士文書

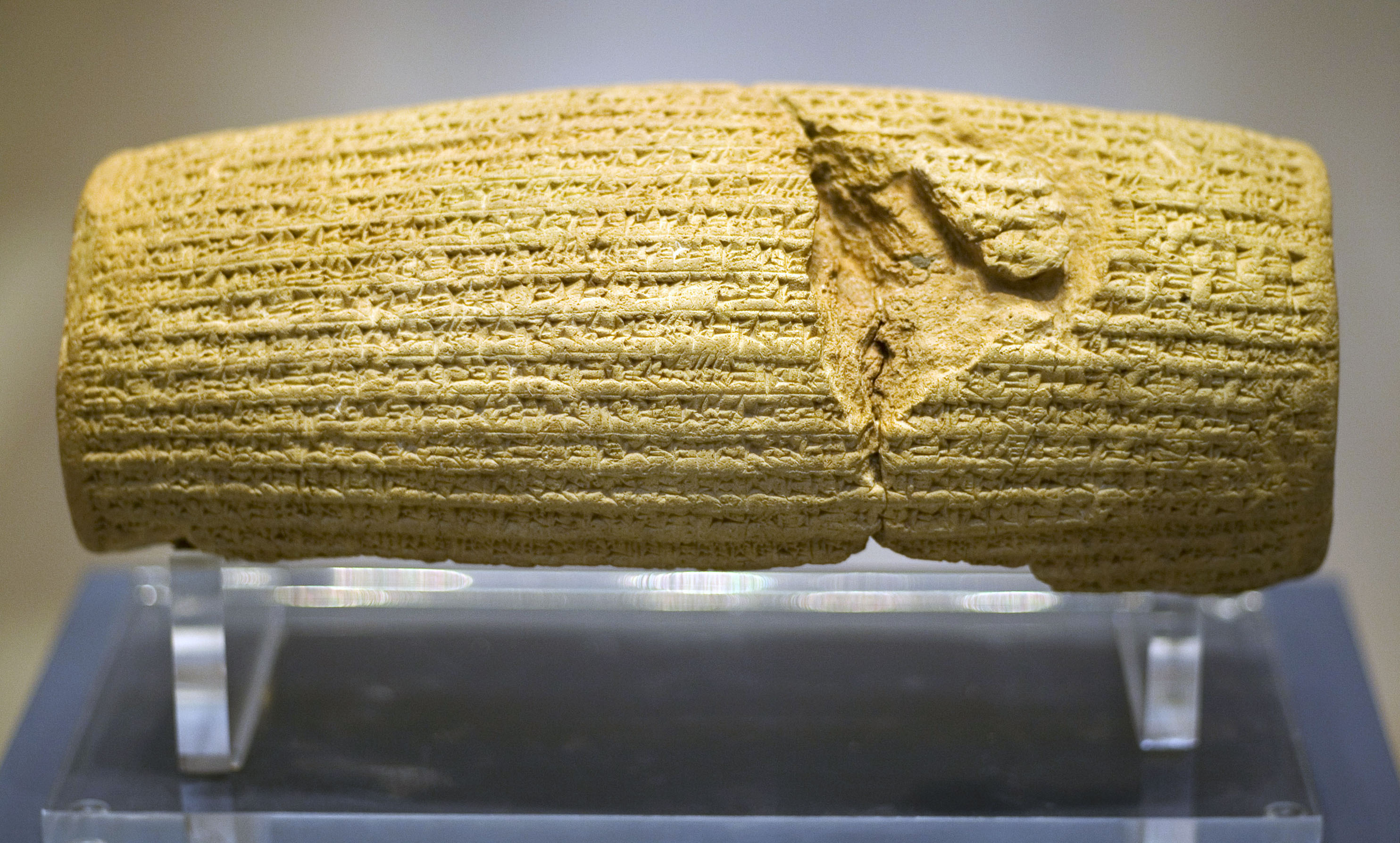
最古老的人權宣言，居魯士圓柱。

居魯士文書（波斯語：منشور کوروش）又譯居魯士圓柱或居魯士銘筒，是古代的一個泥製圓筒，現已破裂為幾件碎片，以居魯士大帝的名義由古代阿卡德語楔形文字所寫成，在美索不达米亚的巴比倫遺跡中出土，現存於大英博物館。它寫成的年代約為公元前6世紀。
據居魯士文書所載，在波斯攻陷巴比倫後，居魯士大帝宣佈釋放所有奴隸回鄉。因此，聖經學者一般認為它是居魯士大帝在巴比倫之囚後讓猶太人重返應許之地政策的證據。居魯士圓柱亦被視為世界上最早的人權宣言，儘管此看法被大英博物館與部分西亞古代史學者所否定。

## 外部連結
- 世界上第一部關於人權的憲章 - 好讀人文歷史報 （页面存档备份，存于）
- 大英博物館一鎮館之寶將在美國巡展 - 英倫網
- Neil MacGregor, Director of the British Museum, traces 2600 years of Middle Eastern history through this single object. （页面存档备份，存于）